# 乗合行為
乗合行為（のりあいこうい）とは、タクシーや貸切バスなど、
国土交通省による乗合自動車としての許認可を受けていない者が、
不特定多数の乗客（旅客）を乗り合わせる形態での運行を行うこと。
道路運送法に抵触する違法行為であるため、
合法的に営業している乗合旅客運送事業については、これを乗合行為とは呼ばない。

## タクシーにおける乗合行為
タクシーにおいては、国土交通省による乗合タクシーの許可を得ないで、不特定多数の乗客（旅客）をいちどに乗車させることをいう。業界では俗に「つめこみ」などとも呼ばれ、違法行為である。

### 手口
タクシーは乗客が運転手に行き先を指示するが、乗合行為では逆に運転手から客を誘う点が特徴である。
具体的には、「横浜方面、あと2人!」などと、乗り場の客に声をかける。
客の勧誘は運転手がやる場合もあるが、呼び込み専門の人間がいる場合もある。
なお、呼び込み自体も違法行為である。

### 白タクとの関係
事業免許を取得して営業しているタクシーは、乗合行為が当局に摘発された場合、
運転手だけでなく事業所全体に対して営業の停止や、営業許可の取消といった、
非常に重い行政処分を課される。
そのため、事業者にとっては極めてリスクが高いので、最近は見かけることはあまりない。
それに対して白タクは、そもそも営業自体が違法であるから、乗合行為は平然と行われる。

### 運転手のメリット
タクシーは一回の輸送でメーター料金を一度だけ収受するが、
乗合行為はたいていの場合、乗り合わせた客それぞれから料金をせしめる。
料金はあらかじめ交渉によって決められるため
（そもそも、白タクにはメーターは付いていないので、当然）、
メーターを作動させることは稀である。
したがって、一度走っただけで、通常の何倍もおいしい思いができる。
なお、料金メーターを入れないで輸送すること自体も、違法行為である（メーター不使用）。

### 乗客のメリット
乗合行為の場合に運転手から呈示される1人当たりの運賃は、通常のタクシーを利用した
メーター料金よりも割安なことがほとんどであるため、1人だけでの利用であれば
乗客側にもメリットがある。
また、乗合行為が行われる場所は大抵、タクシーが拾いにくい場所であることが多いので（後述）、
結果としてタクシー待ちの時間も短縮できる。
なお、乗り場に居合わせた客同士が申し合わせて相乗りをする行為は合法である（後述）。

### 乗合行為が行われるシチュエーション
いずれの場合も、そこに存在する交通需要に対し交通サービスの供給が不足または途絶していることが背景にある。

#### 深夜のターミナル駅
もっともよく見かけるパターン。終電車に乗り損なった客は、割と長距離の場合が
多いため、通常発生するであろうメーター料金よりダンピングし、割安感を演出。

#### 公営競技場
公営競技場などでレースが終わった後は、大量の観客が押し寄せるため必然的に、
タクシーの奪い合いになる。そこにつけ込み、「はい、駅まであと3人、いない?」
などと勧誘するのである。

#### 早朝の公設市場
東京の築地市場などで働く人は、バスは未だ走っておらず、タクシーの台数も非常に少ない時間帯に職場まで移動しなければならない。
そこにつけ込み、例えば築地市場であれば新橋の駅前などで「築地4人いけるよ!」などと勧誘する。
しかし、違法営業の取り締まりが厳しくなっている今日、こうした光景を見ることはほとんどなくなった。
なお築地市場は2018年に閉場し豊洲市場へ移転したが、現在も同様の行為がおこわれているかは不明。

### 乗合行為に該当しない場合
タクシー待ちをしている乗客同士が、「中央線方面なんですけど、一緒に乗りませんか」などと、
自分たちの意志により申し合わせて同乗する「相乗り」は乗合行為には該当しない。
なぜなら、相乗りするまでのプロセスに運転手が介在せずに乗客の側から運送の申し込みが
なされるうえ、料金も人数に関わりなく正規のメーター料金が収受され、
乗客の側で折半（割り勘）などされるためである。
また、合法的に乗合旅客運送事業を営んでいる者の中には、廃止代替バスなど、自家用車や
タクシーで乗合輸送を行うケースもある。

## 貸切バスにおける乗合行為
ツアーバスの項を参照のこと。